# Diócesis de Ross (Irlanda)
La diócesis de Ross (en latín: Dioecesis Rossensis y en inglés: Diocese of Ross) fue una circunscripción eclesiástica de la Iglesia católica en Irlanda. Se trataba de una diócesis latina, sufragánea de la arquidiócesis de Cashel. Fue suprimida al ser unida con la diócesis de Cork para formar la diócesis de Cork y Ross el 19 de abril de 1958.

## Territorio y organización

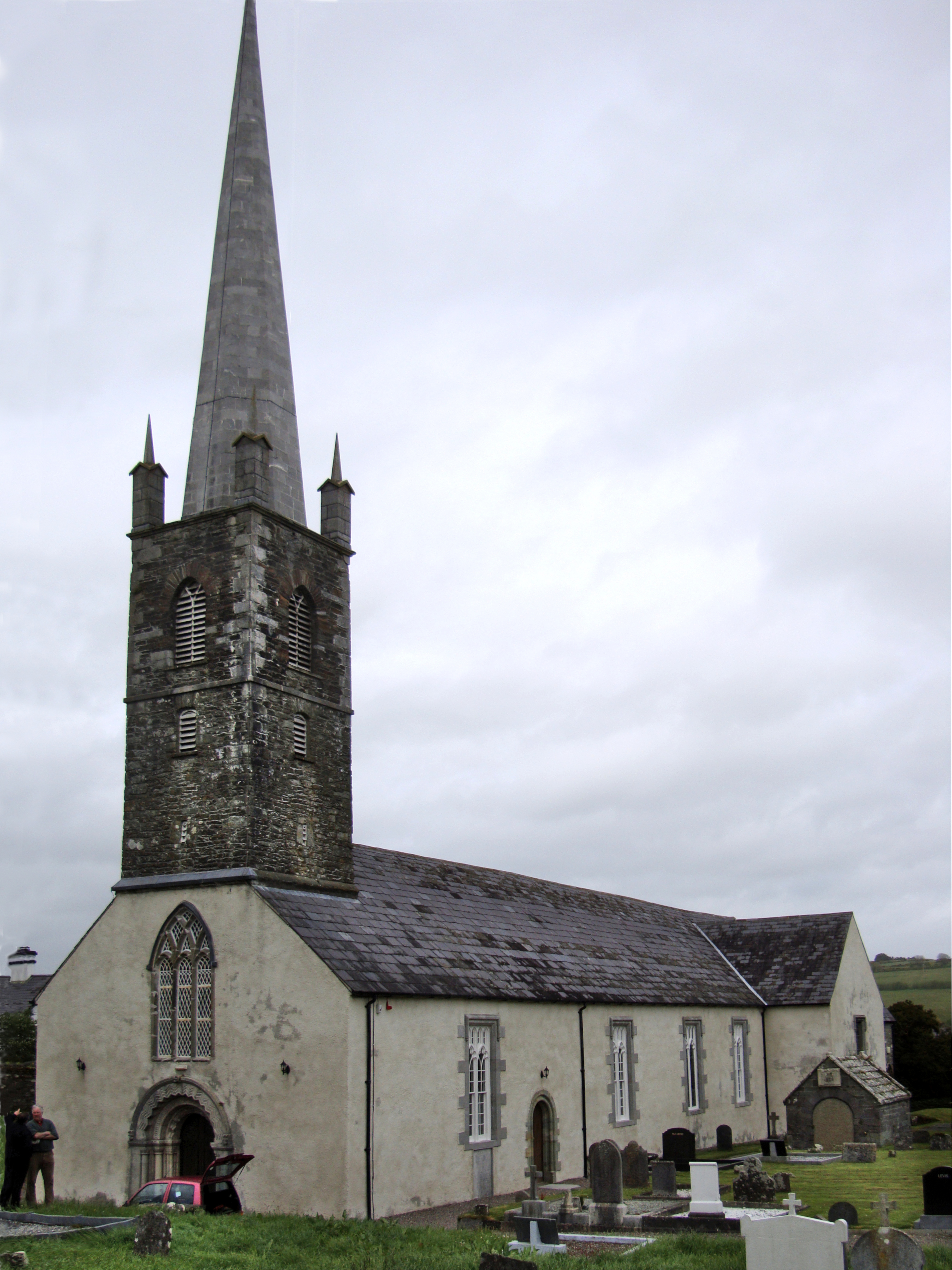
Catedral de San Fachtna, en Rosscarbery, hoy perteneciente a la Iglesia de Irlanda

La diócesis extendía su jurisdicción sobre los fieles católicos de rito latino residentes en parte del condado de Cork, y abarcaba la costa desde Timoleague, cerca de Clonakilty, hasta Aughadown, al oeste de Skibbereen. Además de algunas islas como la isla Sherkin.
La sede de la diócesis se encontraba en la localidad de Skibbereen, en donde se halla la excatedral de San Patricio. En Rosscarbery se encuentra la Catedral de San Fachtna, que desde la Reforma anglicana en el siglo XVI pertenece a la Iglesia de Irlanda.
En 1950 en la diócesis existían 11 parroquias.

## Historia
La abadía nullius de Ross fue fundada por san Fachtna circa 570, y el topónimo se conocía como Ros Cairbre (Rosscarbery) y Ros Ailithir (Ross de los peregrinos). San Fachtna fundó la Escuela de Ross, así como la sede; falleció alrededor del año 590, el 14 de agosto es el día en que se celebra su festividad. En aquella época, los jefes del túath eran los O'Leary conocidos como Uí Laoghaire Ruis Ó gCairbre.
En el Sínodo de Ráth Breasail de 1111 Ross no figura entre las diócesis de Irlanda y probablemente la abadía nullius fue unida a la diócesis de Cork. La diócesis de Ross fue erigida en el Sínodo de Kells en 1152 con parte de la diócesis de Cork y como sufragánea de la arquidiócesis de Cashel.
En 1207 el rey normando Juan I de Inglaterra concedió el cantref de Ros Ailithir a David Roche, a pesar de las reclamaciones del jefe indígena, los O'Driscoll, pero los feudos episcopales permanecieron intactos. En 1306 el valor de la mensa del obispo era de 26 marcos, mientras que la catedral estaba valorada en 3 marcos; y los ingresos tribales de la sede eran de tan solo 45 libras esterlinas. El número de parroquias era de 29, divididas en tres divisiones; y existía una abadía cisterciense, Carrigilihy; también un priorato benedictino en St. Mary's. Los franciscanos adquirieron una fundación en la isla Sherkin de los O'Driscoll en 1460.
El beato Tadeo McCarthy fue nombrado obispo de Ross en 1482, pero fue destituido forzosamente de su sede en 1488. Sin embargo, fue trasladado al obispado unido de Cork y Cloyne en 1490; volvió a ser víctima de intrigas políticas y murió como confesor en Ivrea en 1492, siendo beatificado en 1895. En 1517 los ingresos de la diócesis eran de tan solo 60 marcos. En esa fecha el cabildo catedralicio contaba con 12 canónigos y 4 vicarios, y existían 27 parroquias, incluidas tres en los alrededores de Berehaven.
Thomas O'Herlihy asistió al Concilio de Trento y gobernó desde 1562 hasta su muerte el 11 de marzo de 1580. El 12 de mayo de 1582 la reina Isabel I de Inglaterra nombró al primer obispo protestante de Ross, William Lyon, estando en el cargo el católico rival Bonaventura Naughton, quien falleció en 1587 y la sede quedó vacante. En noviembre de 1583 Lyon quedó como obispo de las diócesis unida de Cork, Cloyne y Ross iniciando la sucesión anglicana. La sede anglicana sufrió una serie de uniones posteriores: de 1638 a	1660 fue parte de la diócesis de Cork y Ross; de 1660 a 1678 fue parte de la diócesis de Cork, Cloyne y Ross; de 1679 a 1835 fue parte de la diócesis de Cork y Ross y desde entonces es parte de la diócesis de Cork, Cloyne y Ross de la Iglesia de Irlanda.
La diócesis católica de Ross quedó vacante desde 1587 y fue gobernada por vicarios apostólicos desde 1597 hasta 1647, cuando fue nombrado obispo Boetius MacEgan. En 1647 la nave y la torre de la catedral fueron arrasadas por los puritanos; y el obispo MacEgan fue ahorcado por Lord Broghill el 10 de abril de 1650. Finalmente, en 1693, el obispo Sleyne de Cork y Cloyne recibió Ross in commendam, y la sede continuó bajo sus sucesores.
Tras un decreto del papa Benedicto XIV del 10 de diciembre de 1747, la diócesis de Cork se reconstituyó como una entidad independiente, mientras que la diócesis de Cloyne se unió a Ross.
El 27 de diciembre de 1850 la diócesis de Ross fue separada de Cloyne mediante el breve Apostolici ministerii del papa Pío IX. Durante el episcopado de O'Hea, la sede episcopal se trasladó a Skibbereen. Le sucedieron William Fitzgerald (1877-1897) y Denis Kelly.
La diócesis de Cork y Ross fue erigida por la unión de las diócesis de Cork y de Ross el 19 de abril de 1958.

## Estadísticas
Según el Anuario Pontificio 1951 la diócesis tenía a fines de 1950 un total de 23 598 fieles bautizados.
| Año                                                                             | Población            | Población | Población      | Sacerdotes | Sacerdotes    | Sacerdotes    | Bautizados por sacerdote | Diáconos permanentes | Religiosos | Religiosos | Parroquias |
| Año                                                                             | Bautizados católicos | Total     | % de católicos | Total      | Clero secular | Clero regular | Bautizados por sacerdote | Diáconos permanentes | Varones    | Mujeres    | Parroquias |
| ------------------------------------------------------------------------------- | -------------------- | --------- | -------------- | ---------- | ------------- | ------------- | ------------------------ | -------------------- | ---------- | ---------- | ---------- |
| 1950                                                                            | 23 598               | 25 011    | 94.4           | 37         | 29            | 8             | 637                      |                      | 7          | 110        | 11         |
| Fuente: Catholic-Hierarchy, que a su vez toma los datos del Anuario Pontificio. |                      |           |                |            |               |               |                          |                      |            |            |            |

## Episcopologio
- San Fachtna † (circa 570-?)
- Benedict † (antes de 1172-?)
- Maurice I † (1190-1196 falleció)
- Daniel † (circa 1197-?)
- Florence † (1210-1222 falleció)
- Robert (o Richard) † (mencionado en 1225)
- Malaquías †
- Florence O'Cloghena † (?-1252 renunció)
- Maurice II † (2 de marzo de 1254-25 de abril de 1265 renunció)
- Walter O'Mitchian, O.F.M. † (1269-diciembre de 1274 renunció)
- Peter O'Hullican † (1275-1290 falleció)
- Lawrence † (1290-1309 falleció)
- Matthew O'Fin † (1309-16 de octubre de 1330 falleció)
- Lawrence O'Holdecan † (30 de abril de 1331-1335 falleció)
- Dennis † (1336-1377 falleció)
- Bernard O'Connor, O.F.M. † (3 de febrero de 1378-1398 o 1399 nombrado obispo de Limerick)
- Peter Curreagh † (1398 o 1399-1399 nombrado obispo de Limerick)
- Stephen Brown, O.Carm. † (24 de abril de 1399-? falleció)
- Walter Formay, O.F.M † (14 de noviembre de 1418-? falleció)
- John Bloxvorch, O.Carm. † (24 de septiembre de 1423-? depuesto)
- Cornelius MacElcada, O.F.M. † (14 de agosto de 1426-1448 falleció)
- Donald O'Donnawin † (4 de noviembre de 1448-? falleció)
- Odo Okedersgoyl † (24 de marzo de 1474-1494 falleció)
  - Beato Tadeo McCarthy † (29 de marzo de 1482-después de 1488) (ilegítimo)
- John Edmund de Courcy, O.F.M. † (26 de septiembre de 1494-24 de marzo de 1517 renunció)
- John O'Murily, O.Cist. † (4 de noviembre de 1517-? falleció)
- Thady Orrelle, O.F.M. † (24 de diciembre de 1519-? falleció)
- Dermod MacDonnell, O.E.S.A. † (6 de junio de 1526-1552 falleció)
- Maurice Ophilius, O.F.M. † (12 de enero de 1554-27 de enero de 1559 falleció)
- Maurice Hega † (7 de noviembre de 1559-circa 1561 falleció)
- Thomas O'Herlihy † (17 de diciembre de 1561-11 de marzo de 1580 falleció)
- Bonaventura Naughton, O.F.M.Obs. † (20 de agosto de 1582-14 de febrero de 1587 falleció)
  - Sede vacante (1587-1647)
  - Eugene Egan † (30 de mayo de 1597-?) (vicario apostólico)
  - Florence MacCarthy † (15 de julio de 1619-?) (vicario apostólico)
  - Robert Barry † (27 de mayo de 1620-8 de abril de 1647 nombrado obispo de Cork y Cloyne) (vicario apostólico)
- Boetius MacEgan † (11 de marzo de 1647-mayo de 1650 falleció)

### Obispos de Cork y Ross
- Sede unida a Cork (circa 1650-1747)

### Obispos de Cloyne y Ross
- Sede unida a Cloyne (1747-1849)

### Obispos de Ross
- William Keane † (27 de diciembre de 1850-15 de mayo de 1857 nombrado obispo de Cloyne)
- Michael O'Hea † (11 de diciembre de 1857-18 de diciembre de 1876 falleció)
- William Fitzgerald † (7 de septiembre de 1877-24 de noviembre de 1896 falleció)
- Denis Kelly † (29 de marzo de 1897-18 de abril de 1924 falleció)
- James J. Roche † (31 de marzo de 1926-26 de junio de 1931 nombrado obispo coadjutor de Cloyne[nota 1])
- Patrick Casey † (22 de junio de 1935-19 de septiembre de 1940 falleció)
- Denis J. Moynihan † (5 de julio de 1941-10 de febrero de 1952 nombrado obispo de Kerry)
  - Sede vacante (1952-1958)[nota 2]